# Турченица
Турченица је насељено мјесто на подручју града Глине, Банија, Република Хрватска.

## Историја
Турченица се од распада Југославије до августа 1995. године налазила у Републици Српској Крајини.

## Становништво
Према попису становништва из 2001. године насеље је имало 14 становника са 3 домова. На попису становништва 2011. године Турченица није имала становника.
| Националност       | 1991. | 1981. | 1971. | 1961. |
| Хрвати             | 30    | 51    |       |       |
| Срби               |       |       |       |       |
| Југословени        |       |       |       |       |
| остали и непознато |       |       |       |       |
| Укупно             | 30    | 51    | '     | '     |

| Демографија | Демографија | Демографија |
| Година      | Становника  | Становника  |
| ----------- | ----------- | ----------- |
| 1971.       | 66          |             |
| 1981.       | 51          |             |
| 1991.       | 30          |             |
| 2001.       | 14          |             |